# Списъци с филмите на „Уорнър Брос“
Следват списъци с филмите на Уорнър Брос по десетилетия:

## Списъци
- Списък с филмите на Уорнър Брос (1918 – 1929)
- Списък с филмите на Уорнър Брос (1930 – 1939)
- Списък с филмите на Уорнър Брос (1940 – 1949)
- Списък с филмите на Уорнър Брос (1950 – 1959)
- Списък с филмите на Уорнър Брос (1960 – 1969)
- Списък с филмите на Уорнър Брос (1970 – 1979)
- Списък с филмите на Уорнър Брос (1980 – 1989)
- Списък с филмите на Уорнър Брос (1990 – 1999)
- Списък с филмите на Уорнър Брос (2000 – 2009)
- Списък с филмите на Уорнър Брос (2010 – 2019)
- Списък с филмите на Уорнър Брос (2020 – 2029)